# Logone-Birni
Logone-Birni es una comuna camerunesa perteneciente al departamento de Logone-et-Chari de la región del Extremo Norte.
En 2005 tenía 52 589 habitantes, de los que 3569 vivían en la capital comunal homónima.
Se ubica en la frontera con Chad marcada por el río Logone, unos 30 km al sur de Yamena. El territorio de la comuna es también fronterizo por el oeste con el estado nigeriano de Borno.

## Localidades
Comprende, además de la ciudad de Logone-Birni, las siguientes localidades:
- Abagouré
- Abendourwa
- Ada
- Alarké
- Alaya
- Amalgoss
- Amchédiré
- Amre
- Bangalia
- Bagué
- Bambao
- Bamchérafa
- Bamzala
- Barae
- Barae
- Boudoufka
- Biouane
- Blabline
- Blé Gana
- Boum-Boum
- Bourgouma
- Braka
- Chafo
- Chimeri
- Dabak
- Dabanga
- Dava
- Damrou
- Danguerchem
- Darazi
- Diba
- Dilga
- Djaména Abder Rahman
- Djaména Issa
- Djidat
- Dogderi
- Doki
- Dougoumbia
- El Birké
- Fadjé
- Faïdé
- Farfara
- Gamal
- Gasama
- Gassari
- Glèm
- Gô
- Goïzinak
- Goudjari
- Gouedezi
- Goues
- Goulma
- Gouloumbé
- Guech
- Hinalé
- Kabe
- Kabela
- Kabo Beré
- Kabo Kabir
- Sang Hiré
- Kabo Ségir
- Kalgoulou
- Karagama
- Karam
- Kare
- Kassakia
- Khalkoussam
- Khazal
- Khounangaré
- Koulkoule
- Koumboula
- Kidam
- Labado
- Madaf
- Magourdé I
- Mahana
- Mahanna
- Manawatchi
- Mandabé
- Marafin
- Mardia
- Masaki
- Matkeu
- Mildi
- Moudia
- Moukak
- Mouladok
- Mounkeu
- Mour
- Mouskaté
- Mre
- Ndjamena
- Ndoum
- Ngaouni
- Ngouama
- Ngoumati
- Ngoy Balema
- Ngoy Hijilijé
- Njagaré
- Ouadjé Touna
- Ouli
- Oulouf
- Ounamsa
- Sabakale
- Sabla
- Sahagoulou
- Sahagoulou
- Salan
- Saléri
- Sedik
- Songoura
- Ténéri
- Tildé Logone
- Wadjétouna
- Zouloum
- Zimado